# Scotiptera gagatea
Scotiptera gagatea là một loài ruồi trong họ Tachinidae.